# Podobuče
Podobuče falu Horvátországban, Dubrovnik-Neretva megyében. Közigazgatásilag Orebićhez tartozik.

## Fekvése
Makarskától légvonalban 44 km-re délkeletre, Dubrovnik városától légvonalban 73, közúton 112 km-re északnyugatra, községközpontjától 11 km-re délkeletre, a Pelješac-félsziget nyugati részén, a félsziget déli partjának egyik szelíd öblében fekszik.

## Története
A területén élő első ismert nép az illírek voltak, akik az i. e. 2. évezredben jelennek meg. A magaslatokon épített erődített településeken éltek. Településeik maradványai megtalálhatók a Pelješac-félsziget több pontján. Az illírek halottaikat kőből rakott halomsírokba temették, melyek általában szintén magaslatokon épültek. Két ilyen halomsír található Podobuče határában is. Az illírek i. e. 30-ig uralták a térséget, amikor Octavianus hadai végső győzelmet arattak felettük.
A hagyomány szerint a település a Szent András templom körül alakult ki. A középkortól fogva mindvégig lakott volt, 14. századtól a 18. század végéig a Raguzai Köztársasághoz tartozott. 1806-ban a Raguzai Köztársaságot legyőző franciák uralma alá került, de Napóleon bukása után 1815-ben a berlini kongresszus a Habsburgoknak ítélte. 1857-ben 136, 1910-ben 123 lakosa volt. 1918-ban az új szerb-horvát-szlovén állam, majd később Jugoszlávia része lett. 2011-ben a településnek 34 lakosa volt.

## Népesség
| Lakosság változása | Lakosság változása | Lakosság változása | Lakosság változása | Lakosság változása | Lakosság változása | Lakosság változása | Lakosság változása | Lakosság változása | Lakosság változása | Lakosság változása | Lakosság változása | Lakosság változása | Lakosság változása | Lakosság változása | Lakosság változása |
| ------------------ | ------------------ | ------------------ | ------------------ | ------------------ | ------------------ | ------------------ | ------------------ | ------------------ | ------------------ | ------------------ | ------------------ | ------------------ | ------------------ | ------------------ | ------------------ |
| 1857               | 1869               | 1880               | 1890               | 1900               | 1910               | 1921               | 1931               | 1948               | 1953               | 1961               | 1971               | 1981               | 1991               | 2001               | 2011               |
| 136                | 121                | 142                | 138                | 146                | 123                | 132                | 94                 | 73                 | 73                 | 66                 | 54                 | 41                 | 35                 | 35                 | 34                 |

## Nevezetességei
Szent András apostol tiszteletére szentelt temploma a körülötte fekvő régi temetővel.

## Gazdaság
A település lakóinak fő bevételi forrása a mezőgazdaság, emellett a turizmus és a halászat. Podobuče szőlőtermesztéséről és minőségi borairól híres. Ezért a falu lakóinak a fő tevékenysége is a szőlőtermesztés.